# The Smart Set
The Smart Set is een Amerikaanse filmkomedie uit 1928 onder regie van Jack Conway. In Nederland werd de film destijds uitgebracht onder de titel De groote sportsensatie.

## Verhaal
De polospeler Tommy wordt uit de ploeg gegooid, omdat hij alleen maar aan zichzelf denkt. Zijn vriendin Polly speelt ook polo. Wanneer zij hem ook nog laat zitten, gaat hij zitten mokken tijdens het kampioenschap. Door een ongeluk raakt Polly gewond tijdens het kampioenschap. Tommy wil niet meer bij de pakken blijven neerzitten en hij wil zijn tegenstanders alsnog verslaan in de wedstrijd.

## Rolverdeling
| Acteur              | Personage          |
| ------------------- | ------------------ |
| William Haines      | Tommy              |
| Jack Holt           | Nelson             |
| Alice Day           | Polly              |
| Hobart Bosworth     | Durant             |
| Coy Watson          | Sammy              |
| Constance Howard    | Cynthia            |
| Paul Nicholson      | Mijnheer Van Buren |
| Julia Swayne Gordon | Mevrouw Van Buren  |